# Hiniphis bipala
Hiniphis bipala är en spindeldjursart som beskrevs av Lee 1973. Hiniphis bipala ingår i släktet Hiniphis och familjen Ologamasidae. Inga underarter finns listade i Catalogue of Life.